# Gretchen Franklin
Pour les articles homonymes, voir Franklin (patronyme).
Gretchen Franklin (Covent Garden, 7 juillet 1911 - Barnes (Londres), 11 juillet 2005) est une actrice et danseuse britannique.

## Filmographie

### Cinéma
- 1968 : Sous l'emprise du démon
- 1971 : Le Visiteur de la nuit
- 1973 : Les Trois Mousquetaires

### Théâtre
- 1958 : Verdict